# Músculo elevador de la escápula
El angular del omóplato ([TA]: musculus levator scapulae), también conocido como elevador de la escápula, es un músculo que se encuentra en la parte inferior de la nuca, es par y tiene forma triangular.

## Origen
Apófisis transversas de las vértebras CI y CII y tubérculos posteriores de las apófisis transversas de las vértebras CIII y CIV.

## Inserción
Superficie posterior del borde medial de la escápula, desde el ángulo superior hasta la raíz de la espina de la escápula.

## Inervación
Ramos directos de los ramos anteriores de los nervios espinales C3 y C4 y ramos [C5] del nervio dorsal de la escápula

## Función
Es elevador y aductor de la escápula, e inclina la columna vertebral.
La amplitud del movimiento de elevación de la escápula es de 10 cm y este músculo es el responsable de elevarlo 5 cm.
- Datos: Q755141
- Multimedia: Levator scapulae muscles / Q755141